# Minunthozetes quadriareatus
Minunthozetes quadriareatus är en kvalsterart som beskrevs av Mínguez, Subías och Ruiz 1986. Minunthozetes quadriareatus ingår i släktet Minunthozetes och familjen Punctoribatidae. Inga underarter finns listade i Catalogue of Life.